# Instituto Superior de Profesorado Almirante Guillermo Brown
El Instituto Superior de Profesorado Nº 8 "Almirante Guillermo Brown" se encuentra en la ciudad de Santa Fe, capital de la provincia homónima de Argentina. El 12 de abril de 1956, el Decreto N.º 4979 del Gobierno de la Provincia de Santa Fe creaba la Escuela Normal de Maestros N.º 8. Más tarde, mediante el Decreto N.º 12777/60, la transformaba en Escuela Normal Experimental N.º 8, fusionándola con la Primaria Mitre, convirtiéndose ésta en su departamento de aplicación.
La Escuela Normal Experimental N.º 8 se transformó en Instituto Superior de Formación Docente N.º 8, el 22 de marzo de 1971 por el Decreto N.º 511, respondiendo a la reforma del sistema educativo argentino que establecía que la formación de maestros en instituciones de nivel terciario. El Decreto establece el Profesorado de Nivel Elemental, posteriormente de Nivel Primario, y mantiene en su integración los departamentos de enseñanza Media y Primaria.
El nombre de Instituto Superior de Profesorado N.º 8 "Almirante Guillermo Brown" lo identifica desde 1980. El Decreto 2277/80, transformó el Instituto Superior de Formación Docente, que funcionaba con todos los niveles educativos, en tres instituciones distintas: la Escuela Primaria 1250, la Escuela de Enseñanza Media 331 y el Instituto Superior de Profesorado N.º 8.